# Битуруна
Битуруна (порт. Bituruna) — муниципалитет в Бразилии, входит в штат Парана. Составная часть мезорегиона Юго-восток штата Парана. Входит в экономико-статистический микрорегион Униан-да-Витория. Население составляет 17 862 человека на 2006 год. Занимает площадь 1214,905 км². Плотность населения — 14,7 чел./км².

## История
Город основан 14 декабря 1955 года.

## Статистика
- Валовой внутренний продукт на 2003 год составляет 101 991 268,00 реалов (данные: Бразильский институт географии и статистики).
- Валовой внутренний продукт на душу населения на 2003 год составляет 6039,99 реалов (данные: Бразильский институт географии и статистики).
- Индекс развития человеческого потенциала на 2000 год составляет 0,715 (данные: Программа развития ООН).

## География
Климат местности: субтропический.